# Eros Poli
Pour les articles homonymes, voir Poli.

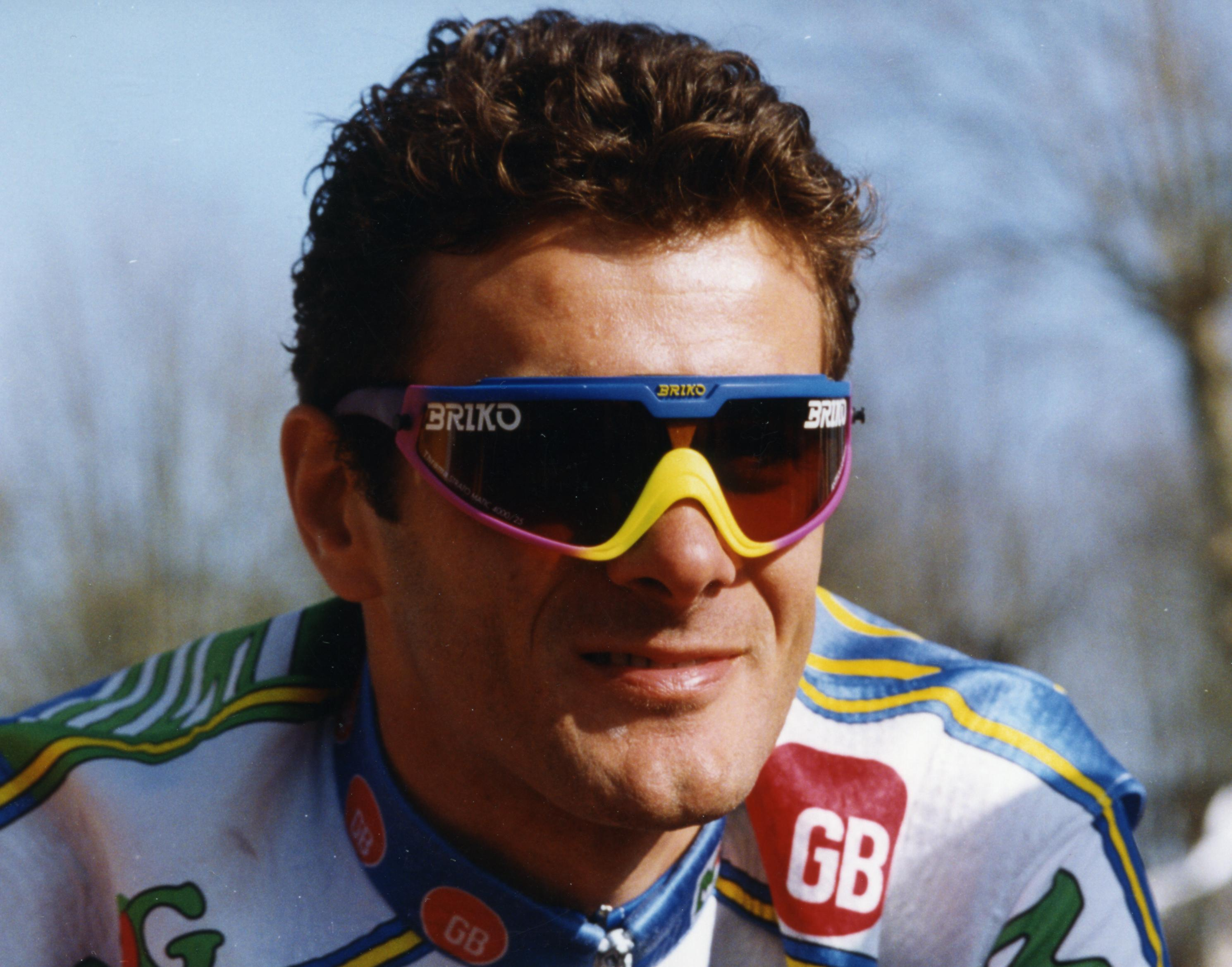
Eros Poli lors de Paris-Nice 1993

Eros Poli, né le 6 août 1963 à Isola della Scala, est un coureur cycliste italien, professionnel de 1991 à 1999.

## Biographie
Eros Poli, athlète d'une bonne corpulence, soit 1,94 m et 85 kg , devient en 1984 champion olympique du contre-la-montre par équipes 100 kilomètres sur route à Los Angeles et en 1987 champion du monde de cette discipline.
Il devient professionnel en 1991 et le reste jusqu'en 1999. Il y remporte deux victoires, dont la 15e étape du Tour de France 1994, allant de Montpellier à Carpentras et comprenant l'ascension du Mont Ventoux. Échappé en solitaire, il compte au pied du Mont une avance de 23 minutes et 45 secondes sur le peloton, et conserve encore 4 minutes et 35 secondes sur Marco Pantani au sommet, avance réduite à 3 minutes et 39 secondes à Carpentras.
Outre ses victoires individuelles, il était aussi connu comme le meilleur lanceur de sprints pour le compte de Mario Cipollini, dont il fut l'un des plus talentueux équipiers.

## Palmarès

### Palmarès amateur
- 1982
  - Giro del Piave
- 1983
  - 3e de la Coppa San Geo
- 1984
  -  Champion olympique du contre-la-montre par équipes (avec Marcello Bartalini, Marco Giovannetti et Claudio Vandelli)
  - 3e du Trofeo Papà Cervi
- 1985
  - Coppa Caivano
  - 3e du championnat d'Italie sur route amateurs
  -  Médaillé de bronze du championnat du monde du contre-la-montre par équipes
- 1986
  - 2e de Vicence-Bionde
  -  Médaillé d'argent du championnat du monde du contre-la-montre par équipes
- 1987
  -  Champion du monde du contre-la-montre par équipes (avec Roberto Fortunato, Mario Scirea et Flavio Vanzella)
  - 3e du Piccola Sanremo
- 1988
  - Grand Prix de l'industrie, du commerce et de l'artisanat de Carnago

### Palmarès professionnel
- 1992
  - 7e étape du Mazda Alpine Tour
- 1994
  - Tour de France :
    -  Prix de la combativité
    - 15e étape

## Résultats sur les grands tours

### Tour de France
6 participations
- 1992 : non partant (7e étape)
- 1994 : 115e,  vainqueur du prix de la combativité et de la 15e étape
- 1995 : 114e
- 1996 : 127e
- 1997 : 134e
- 1998 : 86e

### Tour d'Italie
4 participations
- 1991 : 129e
- 1992 : 148e
- 1993 : 131e
- 1994 : 98e

### Tour d'Espagne
2 participations
- 1995 : 105e
- 1997 : abandon (5e étape)